# Borgruinen Senftenberg

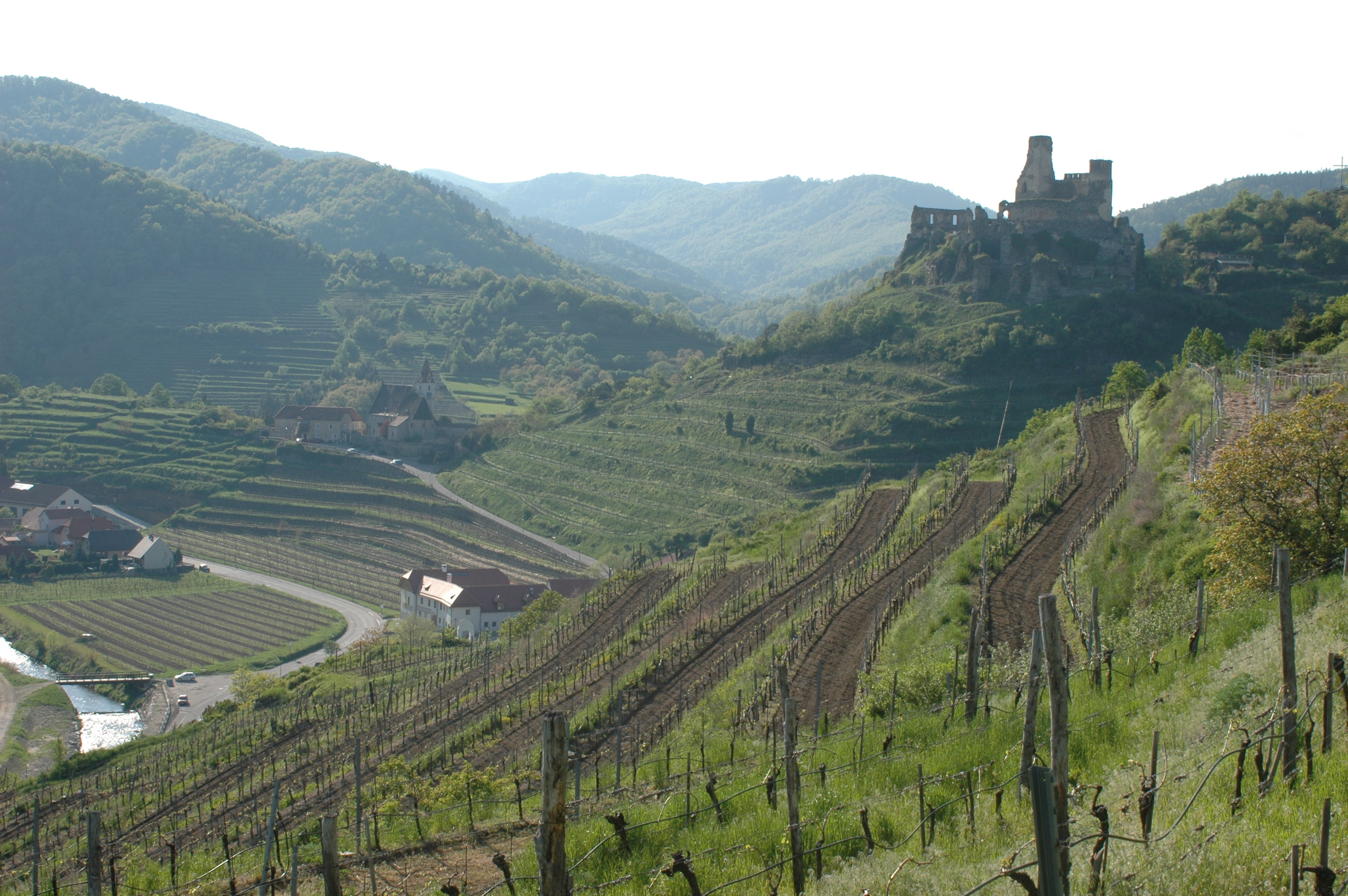
Borgruinen Senftenberg

Borgruinen Senftenberg (Burgruine Senftenberg) är en slottsruin i den österrikiska kommunen Senftenberg. Den står på en brant klippa ovanför orten Senftenberg. 
Borgen omnämndes för första gången 1197. Borgen som ägdes av olika ätter förstördes under en arvstvist 1407-1409, men återuppbyggdes. Under de osmanska krigen i början på 1500-talet var borgen tillflyktsort för regionens befolkning. Även under bondekrigen mot slutet av 1500-talet gjordes försök att storma borgen. Först under trettioåriga kriget intogs borgen som hade byggts om till slott av svenska trupper 1645 och skövlades. Därefter förföll slottet.
Borgruinen arrenderas av en förening, Verein zur Erhaltung der Burgruine Senftenberg, som har som mål att renovera anläggningen. Borgruinen kan besökas från staden Senftenberg, från vilken man anlagt en väg upp till ruinen.